# Ainkhürn

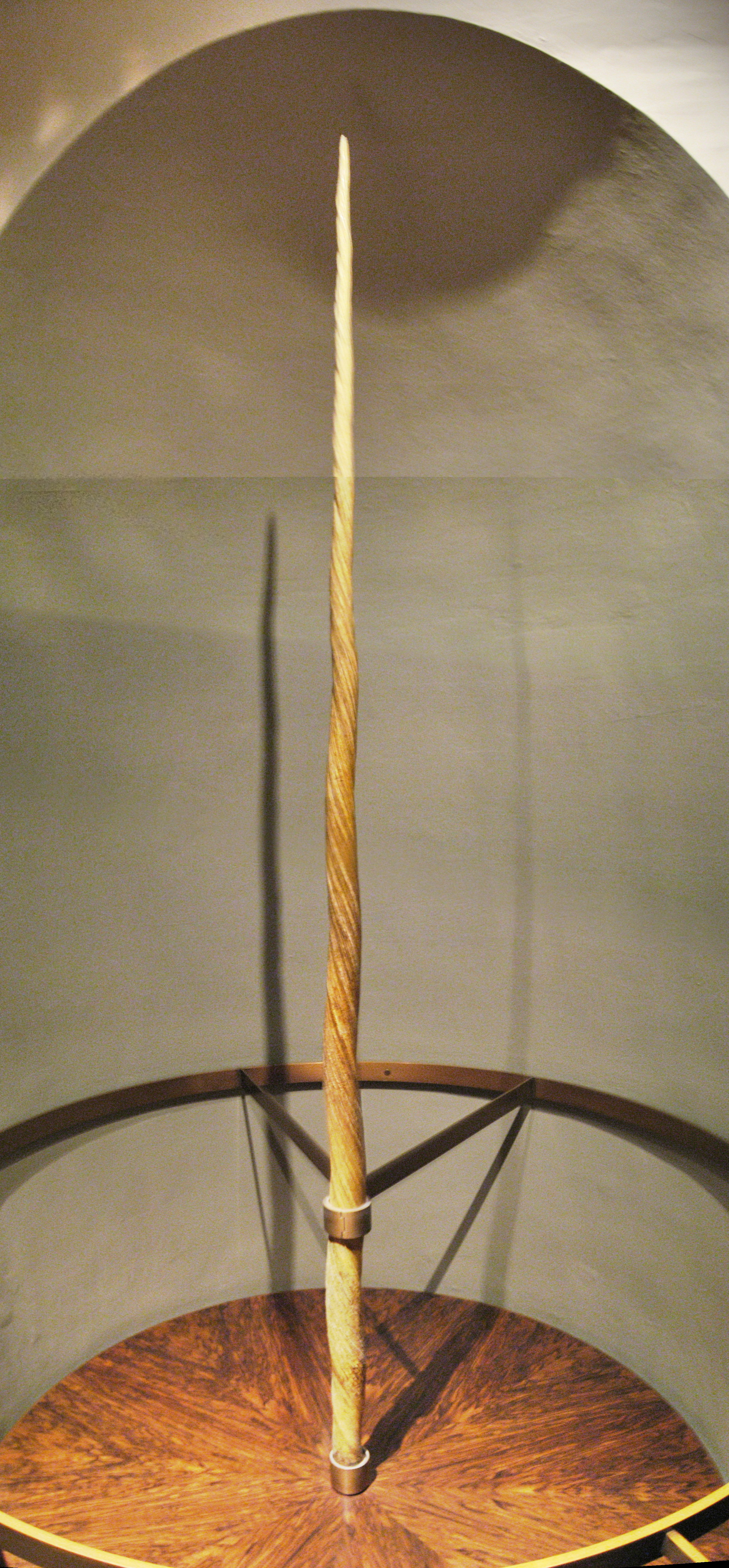
Das Ainkhürn in der Wiener Schatzkammer

Ainkhürn (wörtlich „Ein-Gehörn, Horn des Einhorns“), deutsch „Einhorn“, lateinisch früher Unicornu, ist die Bezeichnung für den Stoßzahn des Narwals, soweit er als kunsthandwerkliches oder mit einer angeblich magischen Schutzwirkung behaftetes Material Verwendung fand. Der Name hat seinen Ursprung darin, dass man den Zahn im Mittelalter und in der Frühen Neuzeit für das Horn des Einhorns hielt. Er wurde daher als eines der kostbarsten Materialien überhaupt geschätzt und vor allem für Herrscherinsignien verwendet.

## Mythologie
Das mythische Einhorn war für den Jäger nicht fassbar, legte jedoch seinen Kopf zutraulich in den Schoß einer Jungfrau. Daher sah man in ihm das Symbol Mariens, der Jungfrau, der Unschuld und der unbefleckten Empfängnis. Das Horn wurde zum Symbol göttlicher Macht, dem größte Heilswirksamkeit zugeschrieben wurde.

## Beispiele
Erwähnenswerte Objekte aus Ainkhürn sind der Thron der Könige von Dänemark auf Schloss Rosenborg in Kopenhagen, Zepter und Reichsapfel des Kaisertums Österreich (siehe Österreichische Kaiserkrone) sowie ein Schwert aus dem Besitz Karls des Kühnen, das in der Wiener Hofburg aufbewahrt wird.
Ebenfalls in der Schatzkammer der Hofburg befindet sich ein ganzer Narwalzahn, der einfach nur „Ainkhürn“ genannt wird. Er ist ein Geschenk des polnischen Königs Sigismund II. August an den römisch-deutschen König und späteren Kaiser Ferdinand I. aus dem Jahr 1540. Zusammen mit der Achatschale gehört er zu den „unveräußerlichen Erbstücken des Hauses Habsburg“. Bei der Erbteilung nach dem Tod Ferdinands I. wurde vereinbart, dass diese beiden Objekte im gemeinsamen Besitz aller Linien bleiben sollen und auch nicht verschenkt oder verkauft werden dürfen.
Auch im Markusdom von Venedig gibt es zwei Narwalzähne, die im Zuge des Vierten Kreuzzuges aus Konstantinopel mitgebracht wurden.

## Heilwirkung
Der hohe Wert des Ainkhürns – zeitweilig das Zehnfache von Gold – erklärt sich nicht nur aus seiner Seltenheit, sondern vornehmlich aus seiner vermeintlichen Eigenschaft als Mittel gegen Vergiftung, eine in Herrscherhäusern allgegenwärtige Bedrohung. Man nahm an, dass die natürliche Abscheu des Einhorns vor jeglicher Unreinheit bewirke, dass das Horn bei Anwesenheit von Giften anfange zu schwitzen. Daher hatten Diener vor dem Servieren der Speisen diese mit dem Ainkhürn, dem Bezoar oder der Natternzunge, denen gleiche Wirkung zugeschrieben wurde, zu berühren. Um die giftneutralisierende Wirkung zu erreichen, wurden auch Tafelaufsätze und Trinkgefäße aus Narwalzahn hergestellt. Kaiser Rudolf II. ließ sich aus Furcht vor einer Vergiftung von seinem Hofgoldschmied Jan Vermeyen einen kostbar mit Gold und Edelsteinen gefassten Trinkbecher aus Ainkhürn fertigen, heute im Bestand des Kunsthistorischen Museums Wien.